# César de Proisy d'Eppe
César de Proisy d’Eppe, né le 31 mars 1788 à Eppes et mort le 14 octobre 1816 à Grand-Bourg, Marie-Galante, est un homme de lettres français.

## Biographie
Essentiellement connu pour sa participation au Dictionnaire des girouettes (1815), il a donné à l’Odéon, le 17 août 1815 Le Mari prêt à se marier, non imprimée.
Il a publié divers articles dans le Nain jaune, dans le Journal de Paris, le Mercure et le Journal des arts. On trouve en outre de lui des romans et des poésie dans plusieurs recueils.

## Publications
- César de Proisy d’Eppe, Alexis Eymery, Pierre Joseph Charrin, Joseph Tastu et René Perin, Dictionnaire des girouettes : ou Nos contemporains peints d'après eux-mêmes ... par une société de girouettes, Paris, 1815, 443 p., in-8° (lire en ligne sur Gallica).
- Vergy : ou L’interrègne, depuis 1792 jusqu’à 1814 , époque du retour de Louis XVIII à Paris… poème en 12 chants, Paris, Le Normant, 1814, 260-2 p., planche ; in-8° (lire en ligne sur Gallica).
- Le Danger d’un premier amour, 1813.
- Fragment d’un poème gaulois trouvé dans le XIXe siècle, traduit par M. C. de P.... d'Eppe, 1812.
- Les Deux Seigneurs, avec Eugène de Planard, 1816.